# Campanha dos Balcãs (Segunda Guerra Mundial)
A Campanha do Balcãs da Segunda Guerra Mundial começou com a invasão italiana da Grécia em 28 de outubro de 1940. Nos primeiros meses de 1941, a ofensiva italiana parou recuando para a Albânia. A Alemanha procurou ajudar a Itália enviando tropas para a Roménia e Bulgária e atacando a Grécia a partir do leste, enquanto as tropas britânicas desembarcavam e aviões fortaleciam as defesas gregas. O golpe de estado na Iugoslávia em 1941 em 27 de março forçou Hitler a conquistar aquele país.
A invasão da Iugoslávia pela Alemanha e Itália começou em 6 de abril, simultaneamente com a nova Batalha da Grécia. Em 11 de abril a Hungria se juntou à invasão. Em 17 de abril os iugoslavos assinaram um armistício e em 30 de abril toda a Grécia continental estava sob controle alemão ou italiano. Em 20 de maio a Alemanha invadiu Creta e em 1 de junho todo o restante das forças gregas e britânicas que permaneciam na ilha se renderam. Embora não tenha participado dos ataques de abril, a Bulgária ocupou partes da Iugoslávia e da Grécia logo após e durante o resto da guerra nos Balcãs.

## Histórico
Depois da Primeira Guerra Mundial, com o colapso total do Império Otomano e do Império Austro-Húngaro, os albaneses se voltaram para a Itália em busca de proteção contra seus inimigos.
Em 1919 a integridade territorial da Albânia foi confirmada pela Conferência de Paz de Paris depois do presidente dos Estados Unidos Woodrow Wilson se opor aos planos das forças europeias de dividir a Albânia entre seus vizinhos. 
No entanto, após 1925, o ditador italiano Benito Mussolini tentou dominar Albânia.
Em 1928, a Albânia tornou-se um reino sob o comando de Zog I. Zog era um chefe de clã e ex-primeiro-ministro. Zog não conseguiu afastar a influência italiana nos assuntos internos albaneses.
Em 7 de abril de 1939, as tropas de Mussolini ocuparam a Albânia, derrubando Zog e anexando o país ao Império colonial italiano.

## Campanha

### Guerra greco-italiana
A Guerra greco-italiana durou de 28 de outubro de 1940 a 30 de abril de 1941 e foi parte da Segunda Guerra Mundial. As forças italianas invadiram a Grécia e tiveram ganhos limitados. Mas logo os gregos contra atacaram e os italianos foram repelidos, recuando para a Albânia. Os italianos desperdiçaram boa parte do inverno estabelecendo uma linha que permitisse controlar cerca de três terços da Albânia. Uma ofensiva italiana antecipada em março de 1941 falhou um fazer um bom progresso. A Alemanha interveio em abril e invadiu a Grécia após o sucesso da invasão da Iugoslávia.

### Invasão da Iugoslávia
A invasão da Iugoslávia (também conhecido como "Operação 25") começou em 6 de abril de 1941 e terminou com a rendição incondicional das Forças Reais Iugoslava em 17 de abril. A invasão das potências do Eixo ocuparam e desmembraram o Reino da Iugoslávia. Juntaram a Bósnia e Herzegovina, algumas partes da Croácia e Sírmia, o "Estado Independente da Croácia" (Nezavisna Država Hrvatska, NDH) foi criado pela Alemanha e Itália. Em parte do território do antigo Reino da Sérvia e de Banat, o território ocupado pelos alemães do comando militar na Sérvia formaram um governo fantoche, o Governo da Salvação Nacional liderado por Milan Nedić. Em Montenegro, um fantoche "Estado Independente de Montenegro" foi criado como um protetorado italiano. No entanto, o "protetorado" foi, nominalmente, um reino, embora o príncipe Michael de Montenegro nunca aceitou a coroa.

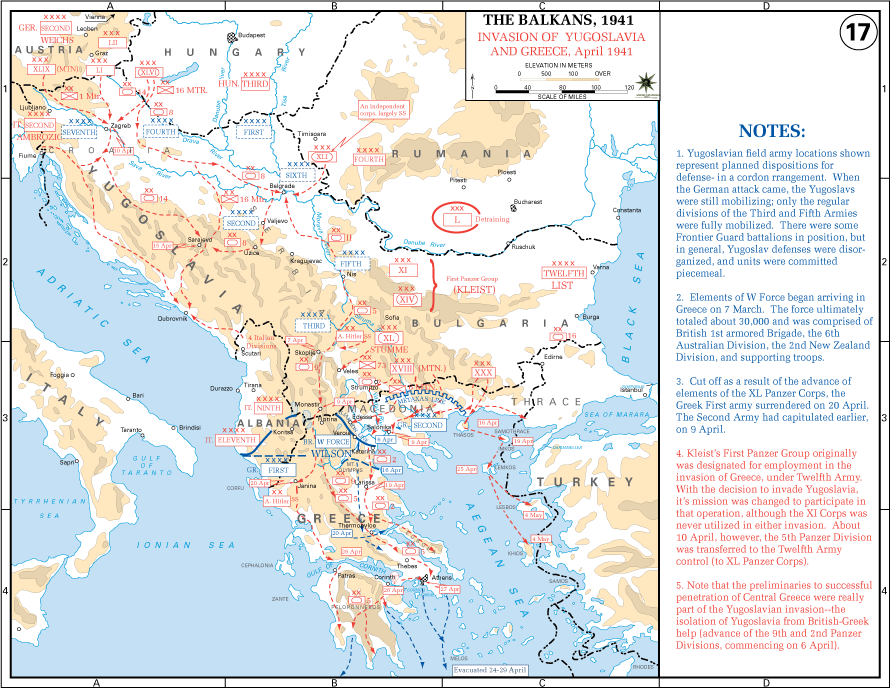
O Eixo avança pelos Balcãs durante o início de 1941

### Batalha da Grécia
Hitler planejava invadir a Grécia em novembro de 1940, depois da depois da ocupação britânica de Creta e Lemnos. Ele ordenou a Invasão Alemã da Grécia— codinome Unternehmen Marita (Operação Marita) em 13 de dezembro de 1940 para execução em março de 1941. O objetivo declarado da operação era impedir os britânicos de obterem bases aéreas dentro da área de alcance dos campos de petróleo romenos. Em 6 de abril de 1941, o exército alemão invadiu o norte da Grécia, enquanto outras frentes lançavam um ataque contra a Iugoslávia.
O rompimento das linhas iugoslavas permitiu à Alemanha enviar reforços para os campos de batalha do norte da Grécia. O exército alemão flanqueou as fortificações da Linha Metaxas grega e apesar da resistência. A Batalha da Grécia terminou com a entrada alemã em Atenas e a captura do Peloponeso, apesar de cerca de 40 mil soldados aliados foram evacuados para Creta, o que levou a um dos maiores ataques aéreos da história da guerra: Operação Merkur ou a Batalha de Creta.

### Batalha de Creta
Em 20 de maio de 1941, paraquedistas alemães saltaram sobre o norte de Creta para ocupar a ilha. Encontraram uma grande resistência das forças aliadas e da população local, mas os defensores foram suplantados pela tática superior das forças alemãs. O governo britânico ordenou a evacuação em 27 de maio e as forças remanescentes renderam-se em 1 de junho. Entretanto, as pesadas baixas dos paraquedistas forçaram o Alto Comando da Wehrmacht alemão a abandonar as grande operações aéreas pelo resto da guerra.